# Louis Malle
Louis Malle (Thumeries, 30 de outubro de 1932 — Beverly Hills, 23 de novembro de 1995) foi um diretor de cinema francês.
Formado em Ciências Políticas pela universidade parisiense de Sorbonne, Malle trabalhou, no início de sua carreira, como assistente do cineasta Robert Bresson e do pesquisador submarino Jacques Cousteau, com quem dirigiu o documentário Le monde du silence, vencedor da Palma de Ouro do Festival de Cinema de Cannes, em 1956.
Louis Malle conviveu à margem de uma geração de cineastas de seu país, que formavam a nouvelle vague. Por ter um estilo diferente dos grandes representantes do movimento, como François Truffaut, Jean-Luc Godard, Eric Rohmer e Claude Chabrol, Malle foi rejeitado por eles.
Ao longo da carreira, Louis Malle realizou trinta longa-metragens. Foi um dos poucos diretores franceses bem sucedidos nos Estados Unidos da América. Malle construiu uma sólida carreira cinematográfica com filmes baseados em temas polêmicos, geralmente críticos aos valores burgueses. Suas obras cinematográficas são fundamentais para a compreensão de muitas das angústias sociais humanas da segunda metade do século XX. Filmes como em Les Amants (1958), Le feu follet (1963), Le souffle au cœur, (1970) e Pretty Baby (1978) lidam com as temáticas da liberação feminina, o suicídio, o incesto e a pedofilia, respectivamente.

## Biografia
Nascido de família rica de diplomatas em 30 de outubro, em Thumeries. Estudou Ciência Política na Sorbonne e Cinema no IDHEC. Estreou com o curta Fontaine de Vaucluse em 1953, foi assistente de Bresson, ajudando, em 1956, Cousteau a fazer seu Mundo do Silêncio. Em 1968–69, uma viagem à Índia lhe rendeu o documentário em 16 mm, Calcutta, e uma série de televisão, L'Inde Fantôme (sete epis). Em 1972, planejou rodar um documentário na Amazônia. Seu Lacombe Lucien causou polêmica na França por causa do tema pouco confortável do colaboracionismo francês com os nazistas invasores na Segunda Guerra, mas acabou sendo um de seus melhores filmes. O sucesso de sua primeira produção americana (Prety Baby), que revelou a então pré-adolescente Brooke Shields, fez com que Malle se estabelecesse nos Estados Unidos, onde tem rodado filmes regularmente, com resultados irregulares. Atlantic City - rodado no Canadá - chegou a lhe dar indicação ao Oscar. Em 1982 dirigiu para o Teatro e fez um documentário sobre uma comunidade rural em Minnesota para a TV pública americana. Seu projeto Moon over Miami não foi realizado devido à morte súbita do ator e comediante John Belushi. Teve romances com estrelas como Brigitte Bardot, Susan Sarandon, Alexandra Stewart, Jeanne Moreau, mas se casou com a americana Candice Bergen (1946, Murphy Brown, na tevê) se tornando o único cineasta francês de sua geração que foi bem sucedido nos Estados Unidos (sem ter feito concessões comerciais), onde se radicou durante anos. Nos anos 90, uma retrospectiva quase completa de seus trabalhos no Brasil, promovida pelo Estação Botafogo ajudou a restaurar seu prestígio nunca abalado.
Nunca fez parte oficial da Nouvelle Vague francesa, apenas surgiu no mesmo instante em que o movimento tomava força e importância. E muito dos membros dela, nem gostavam de seu trabalho. Isso nunca foi problema para este cavalheiro do Cinema, que teve uma das carreiras mais notáveis e coerentes de sua geração, só interrompida precocemente pelo linfoma do câncer. Justamente essa sua ausência de estilo e de obrigação com qualquer escola ou partido tenha possibilitado certas ousadias e meia dúzia de obras-primas. Excelente diretor de atores (poucos saberiam conter o veterano Burt Lancaster de forma tão magnífica quanto em Atlantic City, que lhe deu uma indicação ao Oscar),polemista por natureza (não bastasse a famosa cena de amor de Os Amantes repetiu a dose mais tarde comprando briga com a censura americana com outra cena de amor em Perdas e Danos). Politizado, denunciou preconceitos (como contra os vietnamitas na América), retornou regularmente ao documentário (o que fez sobre a China é considerado uma obra-prima) e não era avesso à experimentação (como quando fez um filme inteiro baseado numa conversa num jantar, aparentemente improvisada, Meu Jantar com André ou fez uma leitura dramática da peça Tchecov, Tio Vânia num Teatro em ruínas na Broadway em sua última fita). Previu o calvário de estrela de Brigitte Bardot em Vida Privada, mas as obras-primas surgiram quando conseguiu dar um estilo distanciado e até frio para temas empolgantes como a prostituição infantil (Pretty Baby com a ninfeta Brooke Shields), o colaboracionismo com os nazistas na França Ocupada (Locombe, Lucien), a história autobiográfica de sua infância numa escola católica e a amizade com um garoto judeu (Adeus, Meninos) e a própria impossibilidade de se viver (como em Trinta Anos esta Noite).
Em 9 de setembro de 1980, a briga entre o cineasta brasileiro Glauber Rocha com Louis Malle entrou para história do Festival Internacional de Cinema de Veneza. Com o filme Atlantic City Malle venceu o Leão de Ouro naquele ano junto com o americano John Cassavetes, este premiado por Gloria. Para Glauber Rocha, que participou daquele Festival com o seu filme A Idade da Terra, tal resultado foi uma tramóia; Glauber afirmou que Louis Malle venceu pois o resultado estava previamente combinado pois o filme de Malle teve a produção da Gaumont, uma "multinacional imperialista". Malle e Glauber encontraram-se no saguão do Hotel Excelsior, onde discutiram e os dois cineastas quase chegaram às vias de fato.
Alguns de suas obras sofreram cortes da censura, como Les Amants, Le souffle au cœur e Damage. Outras causaram constrangimento entre seus compatriotas, como Lacombe Lucien. Casado com a atriz Candice Bergen, Louis Malle faleceu em Beverly Hills, nos Estados Unidos, vítima de câncer.

## Filmografia

### Fase francesa
- 1958 – Ascenseur pour l'échafaud (br: Ascensor para o cadafalso / pt: Fim de semana no ascensor)
- 1958 – Les amants   (br/pt: Os amantes)
- 1960 – Zazie dans le métro  (br: Zazie no metro)
- 1962 – Vie privée  (pt: Vidas privadas)
- 1963 – Le feu follet  (br: Trinta anos esta noite)
- 1965 – Viva María!   (br/pt: Viva Maria!)
- 1967 – Le voleur  (br: O ladrão aventureiro / pt: O ladrão de Paris)
- 1968 – Histoires extraordinaires  (br/pt: Histórias Extraordinárias) - co-realização
- 1971 – Le souffle au cœur  (br: O sopro do coração / pt: Sopro no coração)
- 1974 – Lacombe Lucien  (pt: O colaborcionista)
- 1975 – Black Moon  (br: Lua Negra)
- 1987 – Au revoir les enfants (br: Adeus meninos / pt: Adeus rapazes)
- 1990 – Milou en Mai (br: Loucuras de primavera / pt: Os malucos de maio)

### Fase estadunidense
- 1978 – Pretty Baby  (br/pt: Menina bonita)
- 1980 – Atlantic City  (br/pt: Atlantic City)
- 1981 – My Dinner with Andre  (br: Meu jantar com André)
- 1984 – Crackers  (br: Alta incompetência)
- 1985 – Alamo Bay  (br/pt: A baía do ódio)
- 1985 – God's Country
- 1992 – Damage  (br: Perdas e danos / pt: Relações proibidas)
- 1994 – Vanya on 42nd Street  (br: Tio Vânia em Nova York)